# Nærumgård
Nærumgård (tidligere Nærumgaard) er en gård og tidligere landsted i Nærum i Rudersdal Kommune (oprindeligt Søllerød Sogn) som blev oprettet 1756. Gårdens hovedbygning som ligger på Nærum Gadekær 1A blev i 1906 omdannet til børnehjem og hedder i dag Døgninstitutionen Nærumgård.

## Gårdens historie
Den kongelige forvalter og kancelliråd Frederik Ludvigh Lemwigh fik kongelig approbation på godsets jorder 13. april 1756. Hans planer var at bygge et landsted til sig selv og sin familie som skulle benyttes om sommeren. For at være i stand til at bo under Frederiksdal og Dronningegårds godser, for hvilke han var kongelig forvalter, besluttede han sig for et sted nær Nærum by. Han fik overladt noget ødejord af en gårdmand Peder Larsen, og fik udstedt de behørige fæstebreve til stedet. 
Den oprindelige hovedbygning bestod af 3 teglhængte længer af mur- og bindingsværk, samt en længe udhuse med klinede vægge og halmtag, 2 indhegnede og delvis brolagte gårde og 3 indhegnede haver: en frugthave og to køkkenhaver, den ene ved byens gadekær.
Efter flere ejere købte agent Peter Borre gården. Han udvidede jordene ved at opkøbe flere omkringliggende gårde foruden et område med moseeng og skovjord. Han opførte desuden mellem 1777-1781 en ny hovedbygning, som er den stadig eksisterende, kaldet "Sofiehøj" efter sin hustru, Sofie Aagaard (c. 1736 – 5. oktober 1778). Den indendørs udsmykning bestod blandt andet af kalkmalerier der forestillede espalierne på et lysthus med nedhængende vinranker. Tilsvarende kalkmalerier kendes fra Nærumgårds havestue, hvor de eksisterede indtil 1907 da de blev fjernet ved en istandsættelse af bygningen.
I 1781 købte juristen Christian Colbiørnsen gården. Han havde ambitioner om udvidelse, og fik også opkøbt mange tilliggende jorder til gården. Han fik bevilling på at holde et marketenderi i 1798. Før dette havde der eksisteret en kro på grunden overfor Colbiørnsens, som var drevet af kromanden Jokum Jensen. Men Colbjørnsen havde i samarbejde med sin nabo, højesteretsassessor Peder Hersleb Graah, ved klager over uorden i form af kortspil, larm og slagsmål fået bevirket at at der blev lagt sag an mod kromanden, som endte i en fradømmelse af dennes bevilling i 1797 ved Højesteret. Skribenten P.A. Heiberg beskyldte Colbjørnsen, i sit skrift Sproggranskning for at have brugt sin indflydelse som justitsråd og højesteretsadvokat til at lukke en konkurrent for sit planlagte udskænkningssted. Proceduren som Colbjørnsen havde benyttet var fuldt lovlige, men hans renommé blev plettet af sagen, selv for sine tilhængere såsom Anders Sandøe Ørsted.  Fejden med Heiberg fik en brat afslutning da Heiberg blev idømt landsforvisning ifølge den nye Trykkefrihedsforordning af 1799, og Colbjørnsen kunne fortsætte sine udvidelsesplaner. 
I perioden under og efter Statsbankerotten 1813 skiftede gården ofte ejere. I 1853 blev der anlagt et bryghus på den såkaldte "Adashøj" af gårdens ejere Jens Peter Jensen, Carl Theobald Worsøe og C.M. Winther. Men bryghuset nåede aldrig i sin levetid at give overskud. I 1857 blev stedet overtaget af D.B. Adler og C.M. Winther, og de delte i 1873 grunden således, at Winther overtog gårdens jorder, det senere Fruerlund, mens Adler overtog hovedbygningen og dens omliggende grunde. Adler fik den idé at stedet efter hans død skulle omdannes til et børnehjem, Nærumgård Børnehjem, og hans enke Jenny Adler førte den ud i livet i 1886. Efter hendes død solgte hendes børn grunden til kommunen ved forpligtelse til at opretholde børnehjemmet på stedet. Børnehjemmet eksisterer stadig, men tog i 1998 navneforandring til Døgninstitutionen Nærumgård, og har 33 pladser til børn i alderen 6-18 år.

## Ejere af Nærumgård
- (1720 – 17??) Peter Hiort (medejer)
- (1756 – 1764) Frederik Ludvigh Lemwigh
- (1764 – 1765) Superkargo Eliesar Dyssel
- (1765 – 1766) Eliesar Dyssels husholderske
- (1766 – 1781) Peter Borre
- (1781 – 1806) Christian Colbiørnsen
- (1806 – 1807) Adam Frederik greve Trampe
- (1807 – 1808) Trampes børn og hustru
- (1808 – 1813) Klædekræmmerne Jacob Klein og Friderich Ludvig Pfeiffer
- (1813 – 1814) Lorenz Angell og Henrik Lysholm Angell
- (1814 – 1819) Christen Ibsen
- (1819 – 1821) Steen Andersen Bille
- (1821 – 1825) Kammerherre Michael von Strussenfelt
- (1825 – 1844) Joseph Flairieux
- (1844 – 1848) Immanuel Høeberg
- (1848 – 1852) V.A. Engelsted
- (1852 – 1855) Jens Peter Jensen, Carl Theobald Worsøe & C.M. Winther
- (1855 – 1857) Frederik Wilhelm Treschow
- (1857 – 1873) C.M. Winther & D.B. Adler
- (1873 – 1878) D.B. Adler
- (1878 – 1886) Jenny Adler
- (1886 – 1906) Nærumgaard Børnehjems legat
- (1906 – nu) Kommunal ejendom
- (20 aug 2007) Nærumgård lukker